# La Glace et le Ciel
La Glace et le Ciel is een Franse documentaire uit 2015, geregisseerd door Luc Jacquet. De film ging in première als slotfilm op 24 mei op het Filmfestival van Cannes.

## Verhaal
De film volgt het leven en werk van de Franse klimatoloog en glacioloog Claude Lorius en werpt een blik op ons milieu en de rol van de mens in de klimaatverandering. Lorius begon het ijs op Antarctica te bestuderen in 1957 en was in 1965 de eerste die zich zorgen maakte over de opwarming van de Aarde.